# Heinrich I. (Arnsberg)
Heinrich von Arnsberg (* um 1128; † 4. Juni 1200 in Arnsberg) war etwa von 1154 bis 1185 Graf von Arnsberg.

## Herkunft und Familie

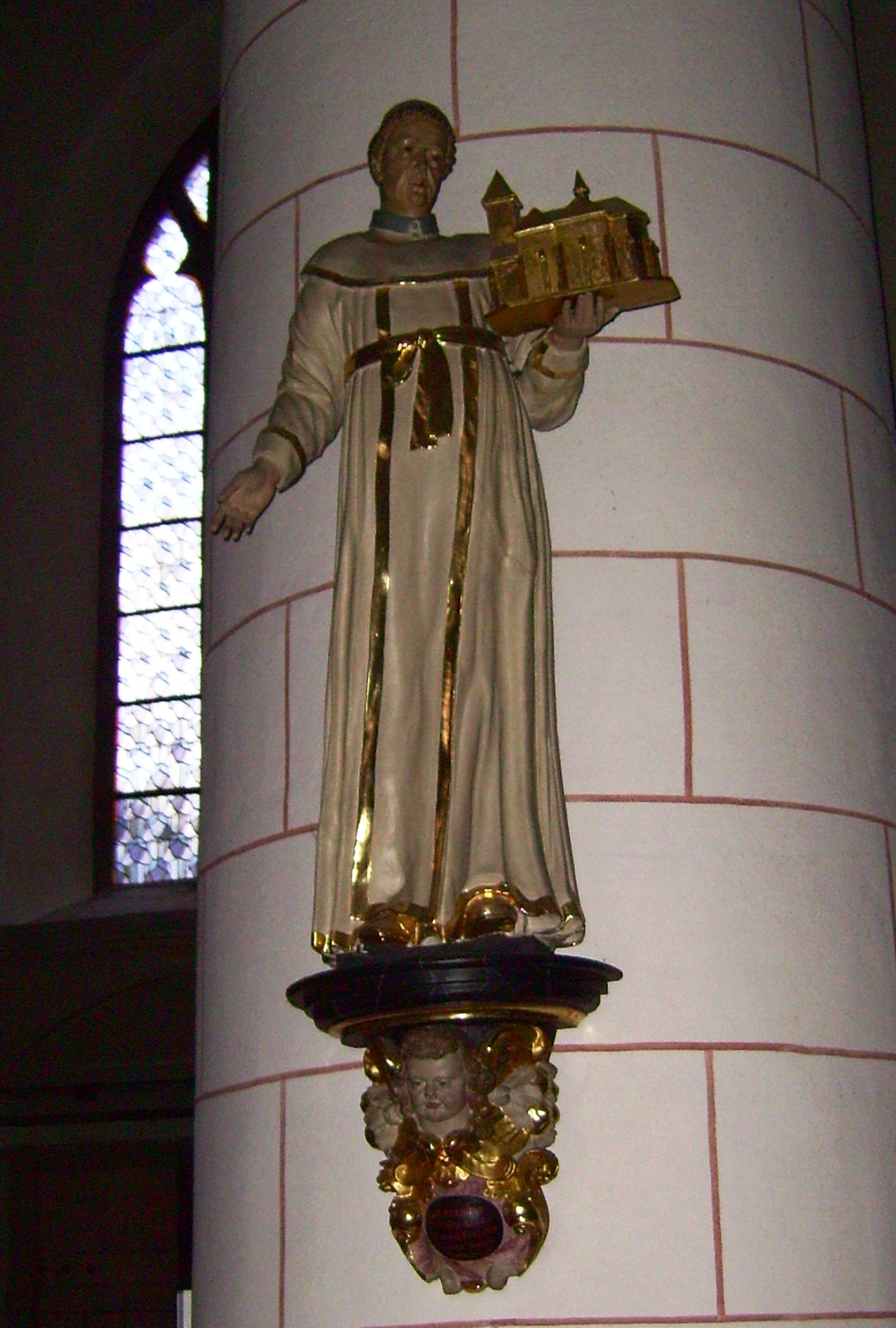
Graf Heinrich I. als Stifter des Klosters Wedinghausen (Barockbildnis aus dem 17. Jahrhundert)

Heinrich war der Sohn des Grafen Gottfried I. von Cuyk und der Ida von Werl-Arnsberg, der Erbtochter Graf Friedrichs Mit seiner Frau Ermengard hatte er vier Kinder. Die Tochter Adelheid war Äbtissin des Damenstifts Meschede. Eine zweite Tochter mit unbekanntem Namen heiratete Thiemo II. Graf von Soest-Hoenrode (anderswo wird ein Otto von Bentheim genannt). Hinzu kam der erstgeborene Sohn, Heinrich II. genannt. Dieser wurde verschiedentlich als Graf von Arnsberg bezeichnet. Das eigentliche Erbe als regierender Graf trat allerdings der zweite Sohn, der spätere Gottfried II., an.

## Erste Regentenjahre
Noch zu Lebzeiten seines Vaters führte Heinrich 1145 eine Fehde mit dem Grafen Volkwin von Schwalenberg-Waldeck. Der Hintergrund war, dass sich die Ansässigen um das Kloster Obermarsberg gegen den dortigen Abt aufgelehnt hatten. Während dieser mit dem Waldecker ein Bündnis abschloss, wurden die Einwohner von Heinrich unterstützt, dem sie die Tore öffneten. Ziel Heinrichs war es, die strategisch wichtige Siedlung an der Stelle der alten Eresburg in seinen Besitz zu bringen. Die Pläne zerschlugen sich, nachdem die Gegner die Befestigungen gestürmt und Heinrich zum Abzug gezwungen hatten.
In den nächsten Jahren weilte Heinrich wie schon sein Vater an der Seite der Kaiser. Als im April 1152 Friedrich Barbarossa in Soest war, befand sich in seiner Umgebung Henricus comes de Arnesberg, im selben Jahr war sein Bruder Friedrich im kaiserlichen Hoflager in Köln. Daneben war der Graf auch in der Umgebung von Erzbischof Rainald von Dassel und seines Verwandten Heinrich des Löwen anzutreffen.

## Brudermord
Aus der ersten Ehe seiner Mutter hatte Heinrich einen Halbbruder gleichen Vornamens, Heinrich von Cappenberg. Dieser hatte möglicherweise Erbansprüche auf die Grafschaft Rietberg als einer selbstständigen Herrschaft erhoben. Heinrich von Arnsberg ließ Heinrich von Cappenberg gefangen nehmen, 1165 starb er im Kerker.
Daraufhin wurde des Brudermordes beschuldigt. Der Erzbischof von Köln und Heinrich der Löwe (in seiner Eigenschaft als Herzog von Sachsen) traten als Rächer auf. Ihnen schlossen sich weitere Bischöfe Westfalens an. Zusammen belagerten sie 1166 die Burg Arnsberg. Diese wurde erobert und zerstört.
Heinrich konnte entkommen und schaffte es, seine Herrschaft durch Selbstdemütigung vor dem Kölner Erzbischof zu behaupten. Er musste dem Erzbischof erhebliche Zugeständnisse machen und war, wenn auch nicht de jure, so doch de facto seitdem ein Vasall des Erzbischofs. Zur Sühne gründete Heinrich außerdem das Prämonstratenserstift Wedinghausen, das positiv zur Entwicklung der Region beitrug.

## Grenzen der Selbstständigkeit
An der gewalttätigen Politik Heinrichs änderte dies zunächst wenig. Im Jahr 1172 ließ er seinen Schwiegersohn gefangen nehmen, der ebenfalls Ansprüche an ihn stellte. Erst nachdem dieser versprochen hatte, außer seiner Mitgift nichts mehr zu fordern, wurde er freigelassen. Für Heinrichs übersteigerten Machtanspruch spricht auch, dass er sich in einer Urkunde von 1175 als von Gottes Gnaden Graf zu Arnsberg bezeichnete.
Allerdings fielen in die Zeit Heinrichs für die zukünftige Entwicklung der Grafschaft nachteilige Entwicklungen. Als Folge des Konflikts mit Friedrich Barbarossa verlor Heinrich der Löwe das Herzogtum Sachsen. Als Herzogtum Westfalen fielen Teile davon an den Erzbischof von Köln. Anders als die Sachsenherzöge, die sich in die Herrschaft der Grafen und anderen Adeligen kaum eingemischt hatten, begannen die Erzbischöfe in Westfalen eine eigene Territorialherrschaft zu etablieren. Damit nahm mittelfristig der Druck des Erzbistums auf die Grafschaft Arnsberg weiter zu, zumal die Bischöfe an den Grenzen befestigte Burgen und Städte errichten ließen. Auch wenn die Grafschaft Arnsberg sich behaupten konnte, gab der Herzogstitel den Kölner Bischöfen doch erhebliche Rechte auch innerhalb des Arnsberger Territoriums. So konnten sie zur Wahrung des Landfriedens die Neuanlage von Burgen und Stadtgründungen untersagen. Die Gelnhäuser Urkunde, mit der Heinrich der Löwe seine herzoglichen Rechte verlor, wurde auch von Graf Heinrich gesiegelt. Er unterstützte sogar in der Folgezeit den Erzbischof, als sich Heinrich der Löwe weigerte, die Bedingungen anzuerkennen.

## Letzte Jahre
Im Jahr 1185 schenkte Graf Heinrich dem Stift Wedinghausen beträchtlichen Besitz wie das Eichholz, das unmittelbar an das Kloster angrenzte, den Hof Evenho, den Hof Rumbeck und andere Ländereien. Gleichzeitig übertrug er die Herrschaft an seinen Sohn Gottfried. Im Jahr 1187 war Heinrich beim Reichstag in Worms anwesend und diente Kaiser Friedrich Barbarossa als Zeuge bei der Ausstellung von Urkunden. Später trat Heinrich als Laienbruder in das von ihm gestiftete Kloster ein und starb dort am 4. Juni 1200.